# Home Riggs Popham

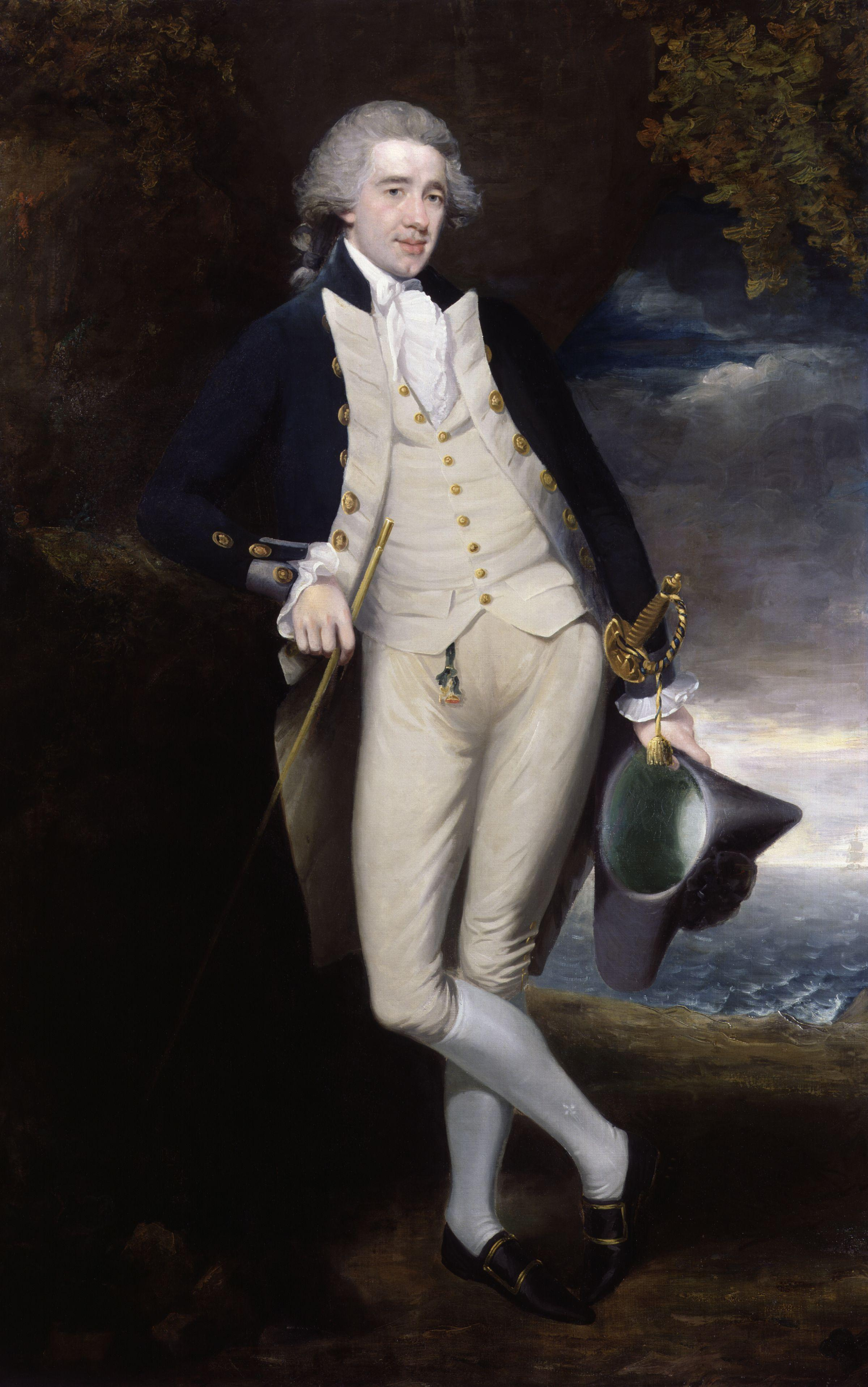
Home Riggs Popham, um 1783

Sir Home Riggs Popham (* 12. Oktober 1762 in Gibraltar; † 2. September 1820 in Cheltenham) war während der Koalitionskriege ein britischer Kommandant der Royal Navy, für die er 1803 einen Signalcode entwickelte. Er wurde 1799 in die Royal Society gewählt.